# Adobe Bridge
Adobe Bridge est un logiciel de gestion des ressources numériques destiné au classement des photos numériques. Il fonctionne sur Mac OS X et Microsoft Windows et est commercialisé par Adobe Systems depuis mai 2005. Il fait partie de la suite logicielle Adobe Creative Suite depuis sa version 2 et maintenant de Creative Cloud.
Adobe Bridge permet notamment de classer ses photos en ajoutant des mots-clés aux fichiers (dans les champs IPTC).